# Lachnaia tristigma
Lachnaia tristigma là một loài bọ cánh cứng trong họ Chrysomelidae. Loài này được Lacordaire miêu tả khoa học năm 1848.

## Hình ảnh

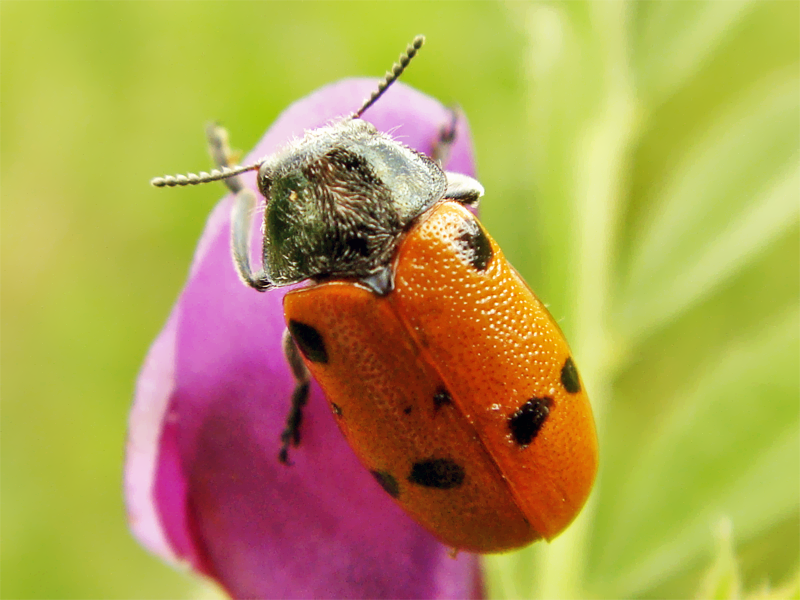
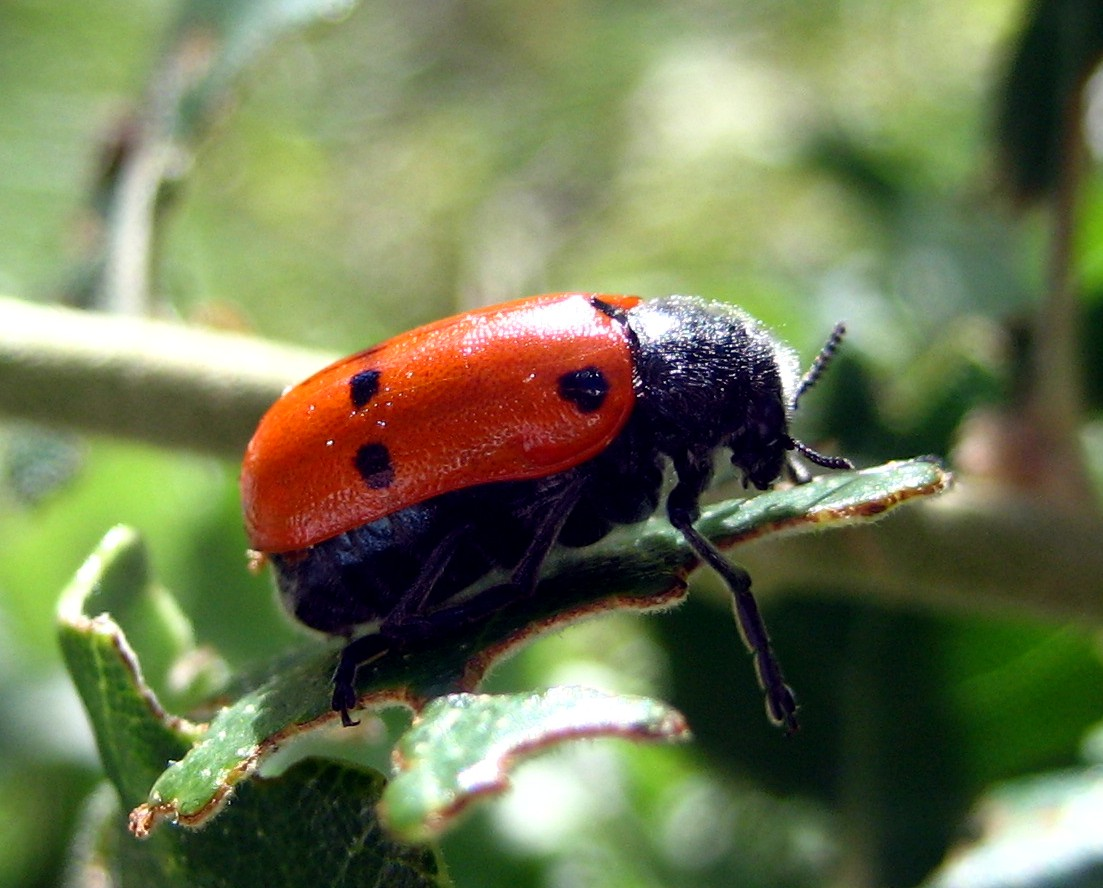